# پیکو بریتانیا
پیکو بریتانیا (انگلیسی: Peco) شرکت سرگرمی بریتانیایی است، که در سال ۱۹۴۶ تأسیس شد.